# 아림고등학교
아림고등학교(娥林高等學校)는 대한민국 경상남도 거창군 거창읍 김천리에 있는 공립 고등학교이다.

## 학교 연혁
- 1929년 4월 20일 : 거창 공립 보습학교 2년제 2학급 인가
- 1944년 3월 31일 : 거창 공립 농업학교 5년제 인가
- 1969년 11월 22일 : 거창종합고등학교로 개칭 12학급(농업 1, 농토목 1, 보통 2)
- 1974년 3월 1일 : 거창농림고등학교로 개칭 12학급(농업 2, 임업 1, 농토목 1)
- 1989년 3월 1일 : 거창종합고등학교로 개칭(보통 2, 농업 1, 축산 1, 농토목 1)
- 1999년 7월 21일 : 상살미에서 한들로 이전
- 2000년 3월 1일 : 거창산업과학고등학교로 개칭
- 2008년 3월 1일 : 아림고등학교로 개칭
- 2013년 3월 1일 : 일반계 고등학교로 체제개편
- 2020년 3월 1일 : 경남교육청지정 행복나눔학교(2020.03.01.~2024.02.28)[4년간] 운영
- 2023년 2월 8일 : 제90회 졸업(졸업생수 75명, 누계 13,156명)
- 2023년 3월 2일 : 2023 입학식(입학생수 79명)
- 2023년 9월 1일 : 제29대 정현술 교장 취임

## 참고 자료
- 아림고등학교 - 한국교육학술정보원 학교알리미